# Đường tỉnh 156
Đường tỉnh 156 hay tỉnh lộ 156, viết tắt ĐT156 hay TL156, là đường tỉnh ở huyện Bát Xát tỉnh Lào Cai .

## Lộ trình
Đường tỉnh 156 có tổng chiều dài 62 km. Điểm đầu giao Quốc lộ 4D tại phường Kim Tân, thành phố Lào Cai. Đường đi hướng tây bắc, qua thị trấn Bát Xát, huyện Bát Xát. Tại Vòng xoay Bản Vược, xã Bản Vược có ngã ba kết nối với Đường tỉnh 158, và có đường nhánh ra Cửa khẩu Bản Vược. Điểm cuối tại Ngã ba Lũng Pô, bản Tùng Sáng, xã A Mú Sung, gặp lại đường tỉnh 158.

## Tên gọi
Số hiệu 156 mới được đặt. Đoạn đường trước đây có số hiệu 155 và còn gọi là "Tỉnh lộ Kim Tân - Bản Vược" .